# Apomempsis similis
Apomempsis similis är en skalbaggsart som beskrevs av Stefan von Breuning 1939. Apomempsis similis ingår i släktet Apomempsis och familjen långhorningar. Inga underarter finns listade i Catalogue of Life.